# Landévant
Landévant település Franciaországban, Morbihan megyében. Lakosainak száma 4049 fő (2022. január 1.). Landévant Pluvigner, Landaul, Nostang és Languidic községekkel határos.

## Népesség
A település népességének változása:
| Lakosok száma | 1594 | 1794 | 2083 | 2714 | 3482 | 3612 | 3810 | 3961 | 4013 | 4049 |
|               | 1968 | 1982 | 1990 | 2006 | 2013 | 2015 | 2017 | 2019 | 2020 | 2022 |